# Gran Premio Industria e Commercio di Prato 2015
Il Gran Premio Industria e Commercio di Prato 2015, settantesima edizione della corsa e valevole come evento dell'UCI Europe Tour 2015 categoria 1.1, si svolse il 20 settembre 2015 su un percorso di 185,8 km. La vittoria fu appannaggio dell'italiano Daniele Bennati, che terminò la gara in 4h28'25", alla media di 41,532 km/h, precedendo i connazionali Marco Marcato e Davide Rebellin.
Sul traguardo di Prato 86 ciclisti, su 156 partenti, portarono a termine la competizione.

## Squadre partecipanti
| N.      | Cod. | Squadra                     |
| ------- | ---- | --------------------------- |
| 1-8     | BAR  | Bardiani-CSF                |
| 11-18   | ITA  | Italia                      |
| 21-28   | AND  | Androni Giocattoli-Sidermec |
| 31-38   | COL  | Colombia                    |
| 41-48   | MTN  | MTN-Qhubeka                 |
| 51-58   | NIP  | Nippo-Vini Fantini          |
| 61-68   | STH  | Southeast Pro Cycling Team  |
| 71-78   | RVL  | RusVelo                     |
| 81-88   | CCC  | CCC Sprandi Polkowice       |
| 91-98   | BOA  | Bora-Argon 18               |
| 101-107 | WGG  | Wanty-Groupe Gobert         |

| N.      | Cod. | Squadra                      |
| ------- | ---- | ---------------------------- |
| 111-118 | CJR  | Caja Rural-Seguros RGA       |
| 121-128 | AZT  | D'Amico-Bottecchia           |
| 131-138 | GMC  | GM Cycling Team              |
| 141-148 | VHS  | MG.Kvis Vega                 |
| 151-158 | AMO  | Amore & Vita-Selle SMP       |
| 161-168 | LOK  | Lokosphinx                   |
| 171-178 | ADR  | Adria Mobil                  |
| 181-188 | RWS  | Team Felbermayr-Simplon Wels |
| 191-198 | UNI  | Unieuro-Wilier               |
| 201-207 | IDE  | Team Idea 2010 ASD           |

## Ordine d'arrivo (Top 10)
| Pos. | Corridore       | Squadra     | Tempo    |
| ---- | --------------- | ----------- | -------- |
| 1    | Daniele Bennati | Italia      | 4h28'25" |
| 2    | Marco Marcato   | Wanty       | s.t.     |
| 3    | Davide Rebellin | CCC         | s.t.     |
| 4    | Luca Wackermann | Southeast   | s.t.     |
| 5    | Vincenzo Nibali | Italia      | a 2"     |
| 6    | Sonny Colbrelli | Bardiani    | a 28"    |
| 7    | Marko Kump      | Adria Mobil | s.t.     |
| 8    | Manuel Belletti | Southeast   | s.t.     |
| 9    | Roman Majkin    | RusVelo     | s.t.     |
| 10   | Simone Ponzi    | Southeast   | s.t.     |